# プレミアムステージ (BSプレミアム)
プレミアムステージは、NHK BSプレミアムにて放送される舞台芸術番組である。

## 概要
同じ番組枠で放送されているクラシック音楽中心の番組である「プレミアムシアター」の代わりに毎週第1日曜日の翌日（月曜日）未明に放送される。主に現代演劇を取り上げる。放送時間はおよそ4時間で、枠内で1つないし2つの公演を放送する。教育テレビで放送され2011年3月25日で終了した「劇場への招待」、及びBSプレミアムの前身であるBS2で同時期に放送が終了した「ミッドナイトステージ館」を事実上統合し、その受け皿となった。
2023年11月までは、NHK BSプレミアム（2K放送）、並びに2023年4月以後は同時にNHK BS4Kでも放送されていたが、BSの再々編に伴い、NHK BSプレミアム4Kで原則毎月第1日曜日23:20から原則翌4:00、NHK BS（2K放送）は日曜深夜に当たる原則第1月曜0:00-5:00で同年12月から2024年3月まで放送されたが、同年4月から事実上プレミアムシアターに枠を統合、日本の舞台演劇の放送は不定期化された。